# Мартин Палермо
Мартин Палермо е аржентински футболист.
По време на кариерата си, започнала през 1991 г., играе в Естудиантес, Бока Хуниорс, Виляреал, Реал Бетис и други. За националния отбор по футбол на Аржентина играе от 1999 г.

## Клубна Кариера
Започва кариерата си в Естудиантес в дебют срещу Сан Лоренцо през 1992 г. В този тим е до 1997 г. когато е преотстъпен за един сезон на втородивизионния Сан Мартин. Втози кратък период е наказан за 6 месеца заради побой със съотборник. Привлечен е от Бока Хуниорс, с когото става шампион на Аржентина през 1998 г. и 2000 г. В анкета на уругвайския „Ел Паис“ след гласуване на 300 журналисти от 56 страни е избран за футболист на Южна Америка за 1998 г. През 1999 г. е извън играта за 6 месеца заради контузия, което отменя сигурен трансфер в Лацио. Според много от арбитрите нестандартните му „танци“ след отбелязването на гол обиждат публиката и нерядко е наказван с жълти или червени картони. Печелил е Копа Либертадорес и Междуконтиненталната купа срещу Реал Мадрид когато отбелязва и двата гола. През 2001 г. след предложения от Атлетико Мадрид, Реал Бетис, Наполи и Уест Хям, Палермо преминава във Виляреал за 9 милиона долара и пренебрегнати оферти в порядъка на около 20 милиона. В тима от Валенсия отбелязва доста голове но продължителните отсъствия от терена заради контузии му пречат да премине в по-класен отбор. После играе за Реал Бетис и Алавес, а от 2004 отново играе за Бока Хуниорс. През 2006 става шампион на Аржентина, а през 2007 печели и Копа Либертадорес

## Национален отбор
За националния отбор дебютира през 1997 г. срещу Венецуела. На Копа Америка през 1999 г. изпуска три дузпи в един мач срещу Колумбия (0:3), с което си спечелва доста врагове в родината. До този момент в кариерата си Палермо е пропуснал само два пъти от дузпа. Поради контузия не попада в състава на Марсело Биелса за финалите в Япония и Южна Корея през 2002 г.
Участва на световното първенство в Южна Африка през 2010 година, където отбелязва гол на Гърция.